# Хаттерсхайм-на-Майне
Хаттерсхайм-на-Майне (нем. Hattersheim am Main) — город в Германии, в земле Гессен. Подчинён административному округу Дармштадт. Входит в состав района Майн-Таунус. Население составляет 27 674 человека (на 31 декабря 2019 года). Занимает площадь 15,82 км². Официальный код — 06 4 36 005.
Город подразделяется на 3 городских района (Хаттерсхайм, Еддерсхайм, Окрифтель).